# Koc-grupa

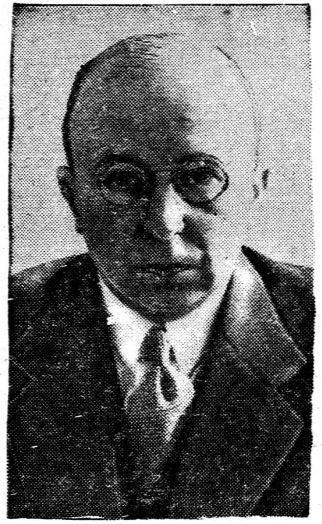
Pułkownik Adam Koc

Koc-grupa – nieformalne określenie grupy oficerów piłsudczykowskich, spotykających się od połowy 1924 do zimy 1925 w warszawskim mieszkaniu pułkownika Adama Koca (jak również w kawiarni Mała Ziemiańska przy ul. Mazowieckiej w Warszawie), planujących zorganizowanie powrotu Józefa Piłsudskiego do władzy. W spotkaniach tych brali udział, poza samym gospodarzem, m.in. Józef Beck, Ignacy Matuszewski, Bogusław Miedziński, Kazimierz Stamirowski, Kazimierz Świtalski, Henryk Floyar-Rajchman, Stefan i Roman Starzyńscy. Na przełomie jesieni i zimy 1925 Koc-grupa została rozwiązana na polecenie Piłsudskiego (mimo że formalnie nigdy jej nie zawiązano), co było niemałym zaskoczeniem dla samego Adama Koca. Pomimo tego, jej działalność miała znaczenie dla przygotowań zamachu majowego.